# Lançon (Altos Pirenéus)
Lançon é uma comuna francesa na região administrativa de Occitânia, no departamento dos Altos Pirenéus. Estende-se por uma área de 2,8 km². Em 2010 a comuna tinha 31 habitantes (densidade: 11,1 hab./km²).